# Giuseppe Lanza
Pour les articles homonymes, voir Lanza.
Giuseppe Lanza, (Palerme 1630 – 1708) duc de Camastra, est un aristocrate sicilien du XVIIe siècle. 

## Biographie
Giuseppe Lanza, duc de Camastra est né à Palerme vers 1630 de Ottavio Prince de Trabia et Giovanna Lucchese, deuxième de trois enfants. En 1654, capitaine de cavalerie, il fait partie des nobles appelés aux armes pour s'opposer à un débarquement français sur l'île.
Le 28 août 1662, il reçoit l'investiture du seul titre de duc de Camastra en tant que donataire de ses parents et probablement la même année, il épouse Maria Gómez de Silvera e Ferreri . Ce mariage augmenta l'importance de son patrimoine car la mariée était la veuve du prince de Santo Stefano, qui, mourant sans enfants, l'avait laissée héritière de tous ses biens.
Premier duc de Camastra, et prince de Santo Stefano. Il se maria deux fois : sa première femme, qu'il épousa à Palerme en 1668, se nommait Maria Gomez de Sylveira, princesse de Santo Stefano. Elle trouva la mort en 1675. Sa seconde épouse s'appelait Melchiorra Castello, fille du prince de Castelferrato Gregorio Castello et d'Anna Marchese.
Gouverneur de la Compagnie de la Paix en 1666 et député du royaume de Sicile en 1668, il fut nommé, en 1672, capitaine de justice de Palerme.
À la suite du tremblement de terre de janvier 1693 dans le Val di Noto et le Val Demone, il est envoyé sur place comme représentant de la couronne espagnole avec le titre de vicaire général et les pleins pouvoirs sur ces régions. Il arrive le 4 février à Catane, prend des mesures en faveur de l'alimentation des sinistrés, contre les pillages et le banditisme, des mesures pour nourrir la population, construire des baraquements, lutter contre les pillages et le banditisme, rétablir les cultes, reconstituer l’autorité municipale. 
Après deux semaines à Catane, il se rendit dans les autres villes détruites par le séisme, après avoir fait établir un rapport précis du nombre de morts et de l'ampleur des destructions pour chaque communes. Depuis Catane, où il installa son administration au milieu de l’année 1693, le vicaire général exerce sur le sud-est de la Sicile, l'exclusivité du pouvoir pouvoir administratif et juridictionnel, mais a aussi l'autorité sur les tribunaux ecclésiastiques, l’Inquisition, l’armée et la milice. 
Giuseppe Lanza supervisa ensuite la reconstruction de nombreuses villes et localités sinistrées.
Au Parlement de 1698, il est à nouveau élu député du Royaume et en 1703, il est nommé pour la deuxième fois préteur de Palerme.
Il mourut probablement à Palerme en 1708 en laissant comme héritière sa fille unique, Giovanna, née de son second mariage, célébré avec Melchiorra Castello qui avait contribué à enrichir davantage le patrimoine familial. Elle a pris l'investiture le 20 mars 1709.